# Райнер Фердинанд Австрийский
Райнер Фердинанд Мария Иоганн Евангелист Франц Игнац Австрийский (нем. Rainer Ferdinand Maria Johann Evangelist Franz Ignaz von Österreich; 11 января 1827 — 27 января 1913) — австрийский аристократ, эрцгерцог, представитель правящей династии Габсбургов. Председатель Совета министров Австрийской империи в 1861—1865 годах.

## Биография
Родился в семье эрцгерцога Райнера Иосифа Австрийского (1783—1853), седьмого сына императора Леопольда II и Марии Луизы Испанской. Мать Райнера Фердинанда — Мария Елизавета Савойская-Кариньяно (1800—1856), сестра Карла Альберта, короля Сардинии.
После службы в армии в 1857 году назначен председателем Рейхсрата. Проявил себя как сторонник перехода к конституционной форме правления на либеральной и централизованной основе. В 1860 году вел переговоры о расширении полномочий парламента.
В 1861 году стал номинальным главой правительства при либеральном министре внутренних дел Шмерлинге. С именем эрцгерцога связывают подготовку и обнародование 26 февраля 1861 года Февральского патента. В июне 1865 года, в ходе дискуссии о дальнейшей судьбе конституционной реформы, покинул пост министра-президента и удалился в частную жизнь.
С 1861 года Райнер Фердинанд являлся куратором Академии наук (этот пост он занимал до самой смерти), был покровителем Австрийского музея искусств и промышленности. В 1899 году эрцгерцог передал Придворной библиотеке приобретенную им коллекцию папирусов, обнаруженных в Файюме, которую после его смерти назвали «коллекцией Райнера».
В 1873 году являлся председателем оргкомитета Всемирной выставки, которая проводилась в Вене.
В 1868—1906 годах являлся главнокомандующим австрийского ландвера, с 19 октября 1874 — фельдцейхмейстер, 15 ноября 1908 переименован в генералы пехоты.

## Семья
В 1852 году женился на своей двоюродной сестре Марии Каролине, дочери эрцгерцога Карла. Брак был бездетным.
В память об эрцгерцоге названа улица в Зальцбурге — Райнерштрассе.